# Ловац на потезу
Ловац на потезу (енгл. Knight Moves) амерички је трилер филм из 1992. који је режирао Карл Шенкел а у главним улогама су: Кристофер Ламбер, Дајана Лејн и Данијел Болдвин.
Када је неколико жена насилно убијено усред великог шаховског турнира, шаховска звезда и велемајстор Питер Сандерсон (Кристофер Ламберт) је именован за главног осумњиченог, пошто је међу жртвама и његова девојка. Али Питер тада добија подругљив позив од убице, изазивајући га да реши смртоносну игру. Чак и под сумњом, Питер удружује снаге са двојицом детектива (Том Скерит, Данијел Болдвин) и психологом Кети (Дајан Лејн), како би пронашао убицу.

## Радња
Шаховски велемајстор Питер Сандерсон је на великој турнеји и тада његову љубавницу проналазе мртву са порукама исписаним њеном крвљу. Питер постаје главни осумњичени. Убица га зове телефоном и упућује га на одређене потезе како би решио партију. Сарађује са полицијом и психолозима да би ухватили убицу али, сумња у његову невиност расте како се убиства настављају.

## Улоге
| Глумац           | Улога            |
| ---------------- | ---------------- |
| Кристофер Ламбер | Питер Сандерсон  |
| Дајана Лејн      | Кети Шепард      |
| Данијел Болдвин  | Енди Вагнер      |
| Том Скерит       | Френк Седман     |
| Кетрин Изабел    | Ерика Сандерсон  |
| Блу Манкума      | Стив Нолан       |
| Чарлс Гејтс      | Дејвид Вилерман  |
| Артур Браус      | Виктор Јурилович |

## Зарада
- Зарада у свету: 13.668.149$[1]